# Gabriel Liiceanu
Gabriel Liiceanu, né le 23 mai 1942 à Râmnicu Vâlcea, est un philosophe et écrivain roumain.

## Biographie
Gabriel Liiceanu suit d'abord un enseignement en philosophie à l'université de Bucarest (obtenant sa licence en 1965 en tant que major), puis en lettres classiques. En 1976, il soutient sa thèse de doctorat en philosophie avec Le tragique : une phénoménologie de la limite et du dépassement. Durant les années soixante, il devient l'un des plus proches disciples du philosophe Constantin Noica. Depuis 1990 il enseigne comme professeur de philosophie à l’université de Bucarest : la philosophie grecque ancienne, la philosophie allemande, la phénoménologie de Martin Heidegger et bien entendu celle de son maître de pensée Constantin Noica.

Il est aussi le directeur fondateur de la maison d'édition Humanitas, considérée comme "le Gallimard roumain",. On peut citer ici Mirel Bran : "[...] la Roumanie entre dans l'Union européenne avec 13000 titres parus chez Humanitas, dont dix signés Gabriel Liiceanu".
C’est aussi un gourmet qui déclare : "Je n’attends pas d’éloges pour mes livres, mais je suis ravi quand on m’en fait pour ma cuisine".

## Œuvre
La pensée de Liiceanu a surtout été influencée par la philosophie de la vie et par la phénoménologie. Il a développé un style propre en combinant la réflexion sur les problèmes classiques de la philosophie et l'autobiographie. Il a traduit des écrits de Platon, de Davit Anhaght et de Martin Heidegger en roumain. En France il est connu aussi comme ami, spécialiste et éditeur de Cioran.
Dans son Journal de Paltinis, Liiceanu décrit ce qu'est pour lui la conversion philosophique.

## Distinctions
- Prix de l'Association des écrivains roumains pour Jurnalul de la Pāltiniş (1983)
- Chevalier de l'ordre des Arts et des Lettres (Paris, France, 1992)
- Grand Prix de l'Union des régisseurs roumains (ex æquo, 1992)
- Prix du Livre de l'année 2002 de România Literară pour son livre Uşa interzisă (La porte interdite)
- Prix de La meilleure traduction de l'année 2003, de l'Association des éditeurs roumains pour la traduction de Sein und Zeit de Martin Heidegger
- Commandeur de l'ordre de l'Étoile de la solidarité italienne (Rome, Italie, 2005)
- Officier de l'ordre du Mérite de la République fédérale d'Allemagne, 2006

## Publications

### Livres en français
- De la limite : petit traité à l'usage des orgueilleux, (Despre limită), trad. de  Alexandra Laignel-Lavastine, Paris, Éditions Michalon, 1994  (ISBN 2-84186-073-6)
- Itinéraires d'une vie : E.M. Cioran, suivi de Les Continents de l'insomnie : entretien avec E.M. Cioran , trad. de Alexandra Laignel-Lavastine, Paris, Éditions Michalon, 1995, 143 p.  (ISBN 2-84186-006-X) - rééd. 2007
- Lectures de Ionesco, textes réunis par Marie-France Ionesco, Norbert Dodille et Gabriel Liiceanu, Paris, Éditions L'Harmattan, 1996
- Lectures de Cioran, textes réunis par Norbert Dodille et Gabriel Liiceanu, Paris, Éditions L'Harmattan, coll. « Culture et diplomatie françaises », 1997
- Le Journal de Paltinis : 1977-1981 : récit d'une formation spirituelle et philosophique, trad. de Marie-France Ionesco, Paris, La Découverte, 1999, 259 p.  (ISBN 2-7071-2934-8)
- La porte interdite, Bucarest, 2011

### Livres en roumain
- Tragicul. O fenomenologie a limitei şi depăşirii [Le tragique : une phénoménologie de la limite et du dépassement], Bucarest, Univers, 1975 (Humanitas, 2e ed. 1993)
- Încercare în politropia omului şi a culturii  [Essai à la polytropie de l'homme et de la culture], Bucarest, Cartea Românească, 1981
- Jurnalul de la Păltiniş (Le Journal de Paltiniş (1977-1981) : récit d'une formation spirituelle et philosophique), Bucarest, Cartea Românească, 1983 (4e ed. 2005)
- Dialoguri de seară [Dialogues à la tombée de la nuit], en collaboration avec Andrei Pleșu, Sorin Dumitrescu et alii, Bucarest, Harisma, 1991
- Cearta cu filozofia [La querelle avec la philosophie], Bucarest, Humanitas, 1992
- Apel către lichele [Appel adressé aux crapules], Bucarest, Humanitas, 1992
- Despre limită (De la limite : petit traité à l'usage des orgueilleux), Bucarest, Humanitas, 1994
- Itinerariile unei vieţi: E. M. Cioran - Apocalipsa după Cioran (Itinéraires d'une vie : E.M. Cioran, suivi de Les Continents de l'insomnie : entretien avec E.M. Cioran ), Bucarest, Humanitas, 1995
- Declaraţie de iubire [Déclaration d'amour], Bucarest, Humanitas, 2001
- Uşa interzisă (La porte interdite), Bucarest, Humanitas, 2002
- Om şi simbol. Interpretări ale simbolului în teoria artei şi filozofia culturii [L'homme et le symbole : interprétations des symboles dans la théorie de l'art et la philosophie de la culture], Bucarest, Humanitas, 2005
- Despre minciună [Sur le mensonge], Bucarest, Humanitas, 2006
- Chipuri ale răului în lumea de astăzi.  Mario Vargas Llosa în dialog cu Gabriel Liiceanu [Les figures du mal dans le monde d’aujourd’hui : entretien avec Mario Vargas Llosa ] , Humanitas, Bucarest, 2006
- Strategii ale seducţiei. De la Romeo şi Julieta la sărutul cioranian [Stratégies de séduction, de Roméo et Juliette au baiser chez Cioran ], 2006
- Scrisori către fiul meu [Lettres à mon fils], 2008
- Despre Noica | Noica inedit [Sur Noica | Noica inédit], en collaboration avec Andrei Pleșu, Dan C. Mihăilescu, Ioana Pârvulescu, Alexandru Dragomir, Andrei Cornea, Bucarest, 2009
- Întâlnire cu un necunoscut [Rencontre avec un inconnu], 2010
- Întâlnire în jurul unei palme Zen [Rencontre autour d'une claque zen], en collaboration avec Gabriel Cercel et Răzvan Luscov, Bucarest, Humanitas, 2011
- Estul naivităţilor noastre [L'aurore de notre naïveté], Humanitas, 2012
- 18 cuvinte-cheie ale lui Martin Heidegger [18 mots-clés chez Martin Heidegger ], Humanitas, 2012
- Dragul meu turnător [Mon cher cafteur], Humanitas, 2013
- O idee care ne sucește mințile [Une idée qui nous fait tourner la tête], en collaboration avec Andrei Pleșu et Horia-Roman Patapievici, Bucarest, Humanitas, 2014

### Livres en autres langues
- The Paltiniş Diary: A Paideic Model in Humanist Culture, Central European University Press, 2000
- Apocalypsen enligt Cioran, Dualis Forlags, Ludvika, 1997
- Dziennik z Păltinişu. Pajdeja jako model w kulturze humanistycznej, Pograznicze, Sejny, 2001

### Articles en français, allemand et anglais
- "Unamuno: Le tragique ridicule", in: Revue roumaine des sciences sociales, série de philosophie et logique, tome 14, Nr. 1, 1970
- "Nietzsche: Le tragique métaphysique", in: Revue roumaine des sciences sociales, série de philosophie et logique, tome 14, Nr. 4, 1970
- "Esquisse pour une métaphysique du 'nostos'", in: Revue roumaine des sciences sociales, série de philosophie et logique, tome 16, Nr. 2, 1972
- "Journal d'un traducteur", in: Michel Haar (Hg.), Cahier de l'Herne Heidegger, Éditions de l'Herne, Paris, 1983
- "Repères pour une herméneutique de l'habitation", in: Constantin Tacou (Hg.), Cahier des symboles du lieu. L'habitation de l'homme, Herne, Paris, 1983
- "Constantin Noica peut se tenir pour un homme heureux", in: International Journal of Rumanian Studies, Bd. 4, Nr. 2, Amsterdam, 1984-86
- (en collab. avec Th. Kleininger) "Heideggers Rezeption in Rumänien", in: Concordia: Internationale Zeitschrift für Philosophie, Nr. 16, 1989; repris in: Studia Phaenomenologica I (2001) 1-2
- "The limit and reaching beyond. A philosophical-philological investigation", in: Annalecta Husserliana, No. 27, 1989
- "Heidegger, das Kunstwerk und die Grenze", in: M. Fürst / N. Holmer / Th. Hübel / H. Vetter (ed.), Mesotes. Supplementband Martin Heidegger . Beiträge des Symposions "Tendenzen und Ergebnisse der Heidegger-Forschung in Ost- und Mitteleuropa", Wien, 1991
- "Lettre ouverte a Jacques Derrida", in: Gulliver, No. 6, 1991
- "Zu Heideggers 'Welt'- Begriff im 'Ursprung des Kunstwerkes'", in: Kunst und Technik, ed. par Walter Biemel et Fr.-W. von Herrmann), Frankfurt am Main, Vittorio Klostermann, 1989.
- The Limit and Reaching Beyond a Philosophico-Philological Investigation, in: Analecta Husserliana, The Yearbook of Phenomenological Research, Volume XXVII, Kluwer Academic Publishers, 1989
- "De la limite", in: Le Messager Européen, Gallimard, 1996
- "Lettre ouverte à Jacques Derrida", in: Gulliver, Revue littéraire, no. 6, 1991
- Le dernier entretien, in: Lectures de Ionesco, ed. par Norbert Dodille, Marie-France Ionesco et Gabriel Liiceanu
- Két stácio Noica útján, in: Holmi, Budapest, 1998
- E Ionesco - G Liiceanu, L’ultima intervista, , in : E. Ionesco. L’Assurdo e la speranza. Testi e dipinti inediti, Guaraldi, Rimini, 1994
- La mort de Cioran, in : La Nouvelle Revue française, April 2001
- Autres articles dans : Le Monde, Frankfurter Rundschau, Esprit, La Nouvelle Revue française